# 短翼喉盤魚
短翼喉盤魚（學名：Alabes brevis），又稱短鰭鱔為輻鰭魚綱喉盤魚目喉盤魚科的其中一種，分布於西澳大利亞羅特尼斯島海域，棲息深度160-348公尺，體細長如鰻形，體綠色，頭部側面有類似老虎的不規則深色條紋圖案，頭部和身體前半部經常有小黑點，體長可達2.3公分，屬底棲性魚類，生活在海草生長的礁石區，生活習性不明。